# Кричанівка
Крича́нівка — село в Україні, у Вендичанській селищній громаді Могилів-Подільського району Вінницької області. Населення становить 661 осіб.
Лежить по обидва береги річки Немії, за 26 км від районного центру, за 12 км від залізничної станції Вендичани.
У Кричанівці є дев'ятирічна школа, будинок культури, бібліотека; фельдшерсько-акушерський пункт.

## Історія
Біля Кричанівки, в урочищах Кругляк та Стрімкач, виявлені поселення трипільської культури, доби пізньої бронзи та черняхівської культури.
Перша згадка про село є в хроніках 1497 року,  коли Йоганн фон Тіфен, 35-й великий магістр, долучився до польського війська в кампанії проти Стефана III, господаря Молдавії.
Село згадується в писемних джерелах першої половини XVIII століття. У 1905—1907 роках відбулися масові виступи селян Кричанівки.
7 (20) листопада 1917 року, відповідно до Третього Універсалу Української Центральної Ради, увійшло до складу Української Народної Республіки.
Під час проведеного радянською владою Голодомору 1932—1933 років померло щонайменше 336 жителів села.
Під час Німецько-радянської війни в лавах Червоної армії відзначилось 277 мешканців села, всього на фронті воювали 324 чоловіка.
12 червня 2020 року, відповідно до Розпорядження Кабінету Міністрів України від № 707-р «Про визначення адміністративних центрів та затвердження територій територіальних громад Вінницької області», увійшло до складу Вендичанської селищної громади.
19 липня 2020 року, в результаті адміністративно-територіальної реформи та ліквідації Могилів-Подільського району (1923 — 2020), село увійшло до складу новоутвореного Могилів-Подільського району.

## Населення

### Мова
Розподіл населення за рідною мовою за даними перепису 2001 року:
| Мова            | Кількість | Відсоток |
| --------------- | --------- | -------- |
| українська      | 651       | 98.49%   |
| російська       | 9         | 1.36%    |
| інші/не вказали | 1         | 0.15%    |
| Усього          | 661       | 100%     |

## Відомі люди
- Грабовенський Іван — український громадський діяч, отаман (майор) Української Галицької Армії, повітовий військовий комендант Дрогобича. Працював учителем у селі до вересня 1937 року.

## Пам'ятки
- Ландшафтний заказник місцевого значення Стрімкач
- Пам'ятник 112 воїнам — односельчанам, загиблим на фронтах ВВВ
- Пам'ятник воїнам-землякам (Братська могила 3 воїнів Радянської Армії, загиблих при звільненні села)
- Миколаївська церква (дер.)